# Galešnjak
Galešnjak (poznat i kao Otok zaljubljenih, Otok ljubavi) je otočić smješten je u Pašmanskom kanalu između otoka Pašman i mjesta Turanj na kopnu.
Otok je površine 0,132 km2. Dužina obalnog pojasa je 1,55 km. Na otoku su dva vrha, a najviši je visok 36 m nadmorske visine.
Zanimljivo je da je 13. ožujka 1177. godine rimski papa Aleksandar III. (1159. − 1181.) u pratnji svoga brodovlja plovio je s juga Italije na sjever, Veneciju, i to hrvatskom stranom Jadrana. Tom prilikom je prošao i kroz Pašmanski kanal. Papinske galije zaustavile su se između otočića Ričul i Galešnjak. Dok su bili usidreni ispred Galešnjaka, papa Aleksandar III. poslao je svojeg glasnika da kopnom ode u susjedni Zadar obavijestiti Zadarskog nadbiskupa i gradskog priora o danu i satu dolaska visokog gosta u grad Zadar. Otočne straže Vrgade, Pašmana (Pustograd) i Ugljan (Sv.Mihovil, Preko) vatrom i dimom obavještavale su puk o dolasku pape. Papu su u Zadru dočekali razdragani stanovnici i cijeli je grad pjevao pjesmu na hrvatskom jeziku. 
Na otoku su rađena kraća istraživanja od strane Sveučilišta u Zadru i potvrđeno je postojanje 3 grobna ilirska humka, te mogući ostaci do sada neistražene građevine.
Pažnju svjetske i domaće javnosti privukao je 2008. godine kad ga je Google Earth proglasio jednim od nekoliko prirodnih srcolikih fenomena.
Galešnjak i obližnji Ričul i njihovo podmorje bogati su raznovrsnim arheološkim svjedočanstvima o ljudskom naseljavanju na tim otočićima iz različitih prapovijesnih razdoblja. Dosadašnje spoznaje su da je prvo naseljavanje bilo prije najmanje 7.000 godina, pa su nakon duže vremenske stanke ponovno izgradili naselje prije 3.500 godina, kada su uzgajali i masline. U podmorju su nađene koštice maslina između Tukljače i Ričula stare 3.500 godina, što ih čini najstarijim na ovom dijelu Jadrana. Nalaz tih koštica promijenilo je dotadašnje spoznaje. Do tog bioarheološkog nalaza vjerovalo se je da je uzgoj maslina na hrvatsku obalu došao posredstvom starih Grka, no ovim otkrićem se je otkrilo da su se ovdašnji ljudi bavili maslinarstvom znatno prije.
Polovicom lipnja 2019. otkriveni su nalazi koji svjedoče da je bio naseljen u starijoj fazi mlađega kamenog doba, prije nešto više od 7000 godina. U podmorju između otočića Ričula i Galešnjaka otkrivena je kamena konstrukcija kojom je premoštena pličina. Ronioci su ju pronašli na dubini od šest metara. Konstrukcija je od krupnijega amorfnog kamena. More je tad bilo oko pet metara niže razine od danas. Prapovijesna zajednica je obavila zahtjevni graditeljski poduhvat kojim je građevinom od oko 80 metara premostila onodobnu pličinu te došla do Galešnjaka te se je nastanila na otoku. Vrijeme gradnje je bilo između 6100 i 5400 godina prije Krista. Ovime je ovo najstarija podvodna konstrukcija u hrvatskom dijelu Jadrana. Nađena je i impresso keramika (keramika utiskivanjem) koja potvrđuje datiranje. Stanovnici nisu poznavali kovine, bavili su se stočarstvom i poljodjelstvom, a iz mora su se također djelimice opskrbljivali hranom. Na području sjeverne Dalmacije Galešnjak je četvrto nalazište iz starijeg neolitika, uz Crno vrilo, Smilčić i jedan lokalitet kod Nina.
Prastanovnici su imali prometni pravac od kopna prema Ričulu otkamo su dalje išli umjetnim "nasipom" na Galešnjak. Tada je Ričul bio poluotok. Radi naseljavanja na Galešnjak, napravili su umjetni most. Ispred sebe su bacali ili slagali krupnije lomljeno amorfno kamenje. Tako su izgradili pravocrtnu konstrukciju sve do Galešnjaka, na kojemu su sa svih strana bili zaštićeni i lako su mogli braniti pristup tomu otoku.

## Vanjske poveznice
- Love Island Tours & Engagements